# Alopecosa subsolitaria
Alopecosa subsolitaria este o specie de păianjeni din genul Alopecosa, familia Lycosidae, descrisă de Savelyeva în anul 1972. Conform Catalogue of Life specia Alopecosa subsolitaria nu are subspecii cunoscute.